# Arktisk lansettmossa
Arktisk lansettmossa (Trichostomum arcticum) är en bladmossart som beskrevs av Kaalaas 1900. Arktisk lansettmossa ingår i släktet lansettmossor, och familjen Pottiaceae. Enligt den svenska rödlistan är arten starkt hotad i Sverige. Arten förekommer i Övre Norrland. Artens livsmiljö är fjäll, våtmarker. Inga underarter finns listade i Catalogue of Life.